# 橄榄山
橄榄山（法語：Mont des Oliviers；英語：或，Har HaZeitim，Jebel ez-Zeitun, Jebel et-Tur，意为“顶峰之山”）是耶路撒冷老城东部的一座山，得名于满山的油橄榄树。在山脚有客西马尼园和万国教堂，据说耶稣经常和门徒们在此聚会，耶稣最后也在此被罗马人抓捕，是老城外極具知名度的教堂。《圣经》上许多重要事件发生在橄榄山。耶稣在人生的最后一周来到耶路撒冷，每天翻越橄榄山进入圣殿教导人，《圣经》记载许多耶稣在橄榄山的事迹和言论。

## 簡介
橄榄山在公元4世纪起就有许多修道院和教堂，许多基督徒来此朝圣。公元70年，罗马军队第十军团在橄榄山扎营围攻耶路撒冷，摧毁了第二圣殿和耶路撒冷。在《撒迦利亚书》中，提及橄榄山将是末日耶和华降临的地点。因此，犹太人总是希望埋葬在橄榄山，从圣经时代直到今天，橄榄山一直是耶路撒冷犹太人的墓地。山上估计有15万个墓穴，其中包括撒迦利亚（在此说预言的先知）、押沙龙、和从15世纪到20世纪的许多犹太教拉比。
从1948年第一次中东战争到1967年六日战争，橄榄山被约旦国占领，橄榄山犹太墓地受到严重破坏，约旦人用墓碑修筑道路和军用厕所，其中有不少墓碑已经有上千年的历史。六日战争后，以色列人尽最大努力修复犹太墓地。山顶上有一个阿拉伯人社区At-Tur。

## 宗教意义

### 旧约圣经
《圣经》中首次提到橄榄山，是押沙龙叛乱时，大卫王从耶路撒冷逃出，蒙头赤脚上了橄榄山。在《旧约圣经》中另外只有一处提到橄榄山，就是在《撒迦利亚书》14章4节。不过，《列王纪上》11:7、《列王纪下》23:13、《尼希米记》8:15、《以西结书》11:23也都隐晦地提到了橄榄山。

### 新约圣经
《新约圣经》频繁地提到橄榄山：《马太福音》21:1、26:30等。在圣经时代，从耶路撒冷到伯大尼的道路经过该山，耶稣曾站在橄榄山上为耶路撒冷悲叹。耶稣在橄榄山上度过了很多时间，教导他的门徒并且说预言，每天晚上回到橄榄山住宿，在他被出卖的那一夜也是如此。

## 山峰
这座山（山脉）有4座山峰：
- 加利利峰，传说是天使对门徒说话的地方[6]。
- 升天山，据说是耶稣升天的地方，但根据《路加福音》，耶稣升天的地点应该在伯大尼附近[7]。
- 先知峰，旁有先知墓。
- 堕落山（Mount of Corruption），是因为所罗门接受他的外国妻子带来的偶像崇拜的高处（high places）。

橄榄山也是撒迦利亚和以西结预言耶和华来临的地点。

## 地标建筑
- 押沙龙柱
- 撒迦利亚墓
- 万国教堂
- 抹大拉的马利亚教堂
- 主哭耶京堂
- 客西马尼园
- 七拱門酒店（英语：Seven Arches Hotel）

## 图集

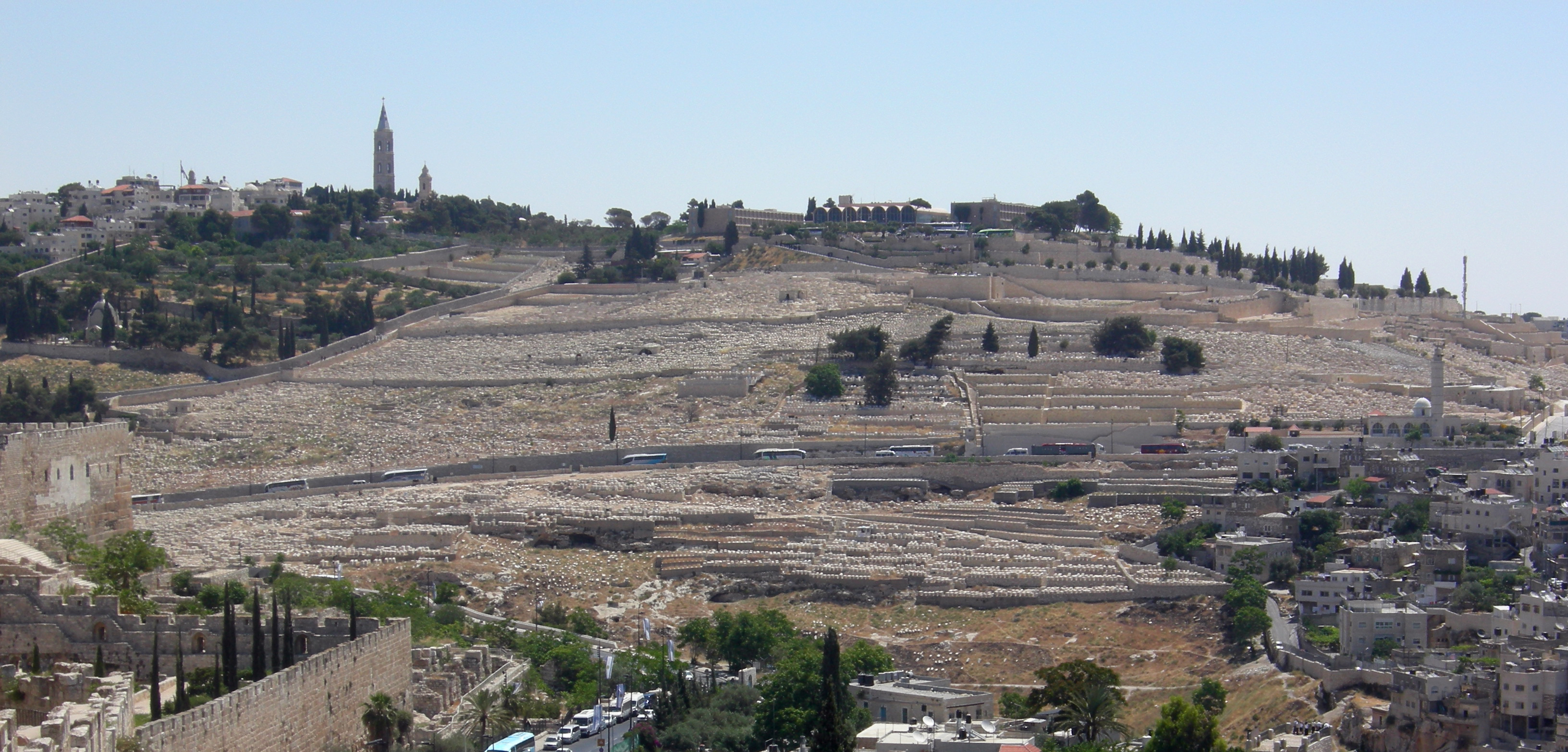
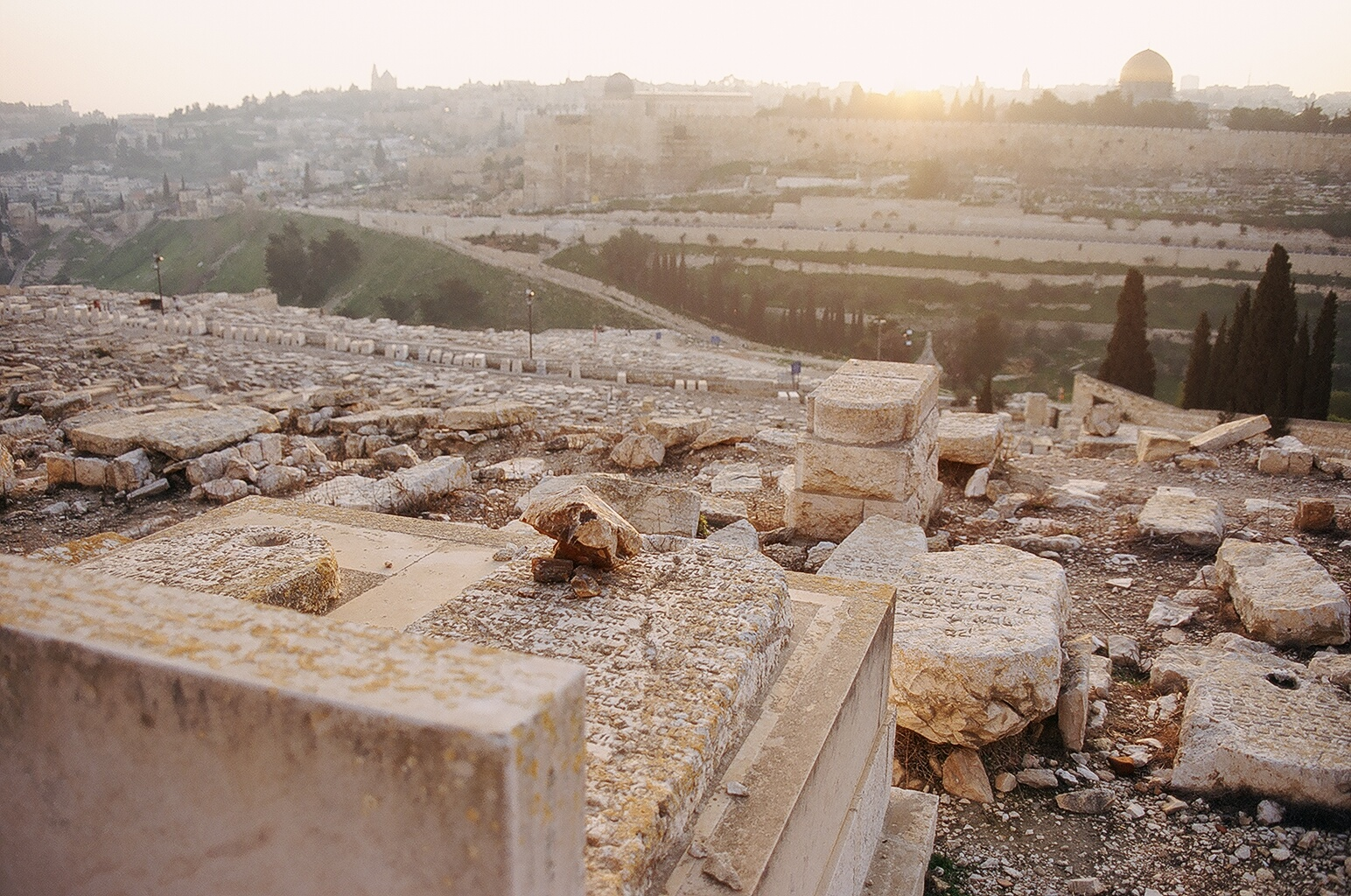
橄榄山的犹太人墓地
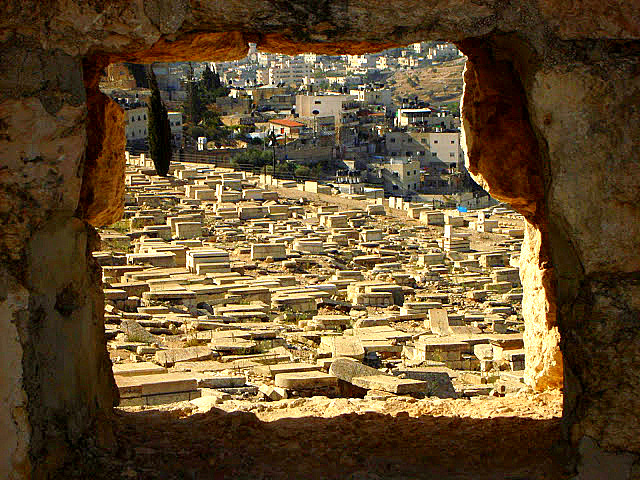
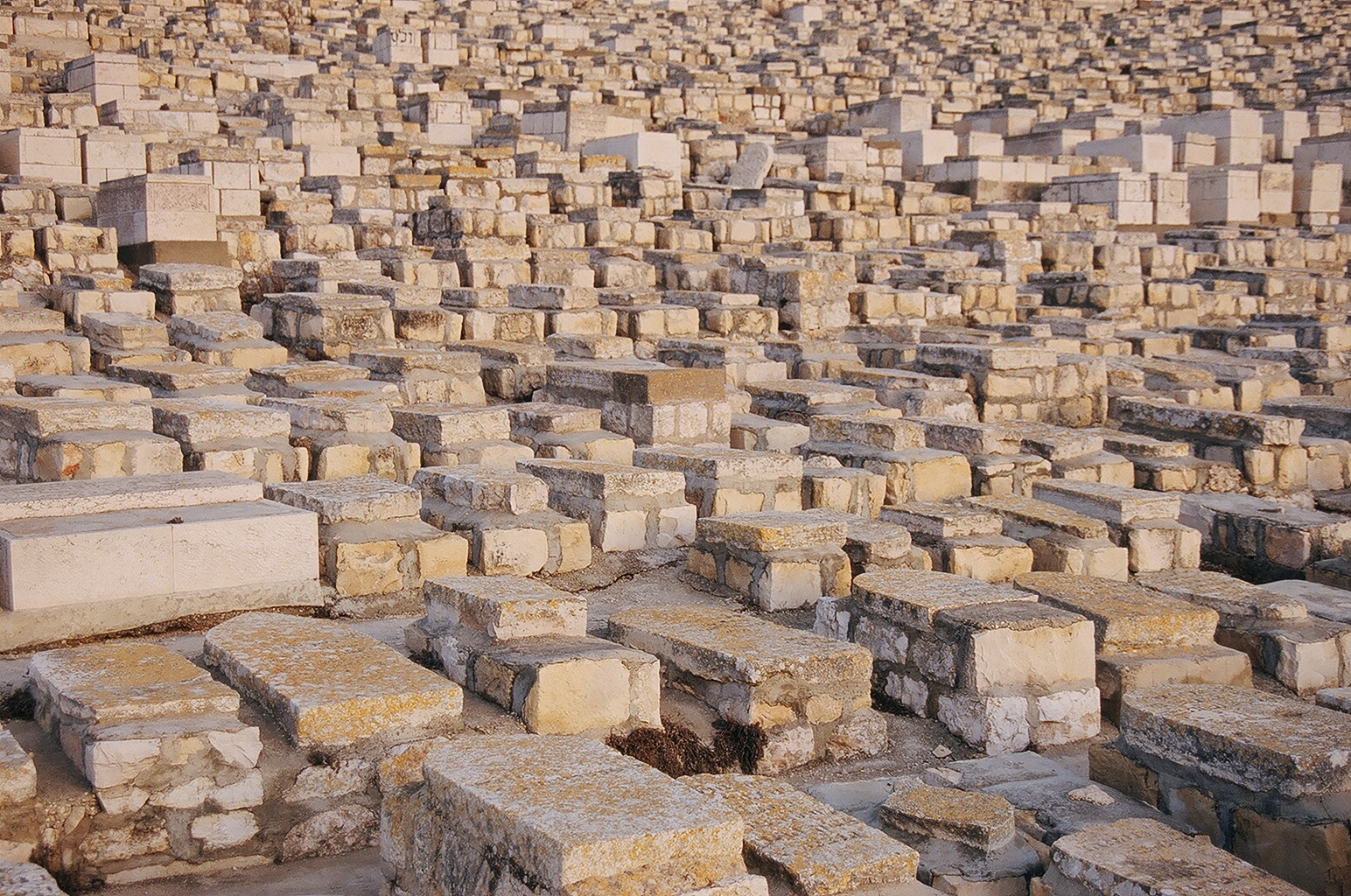
古代犹太人墓地
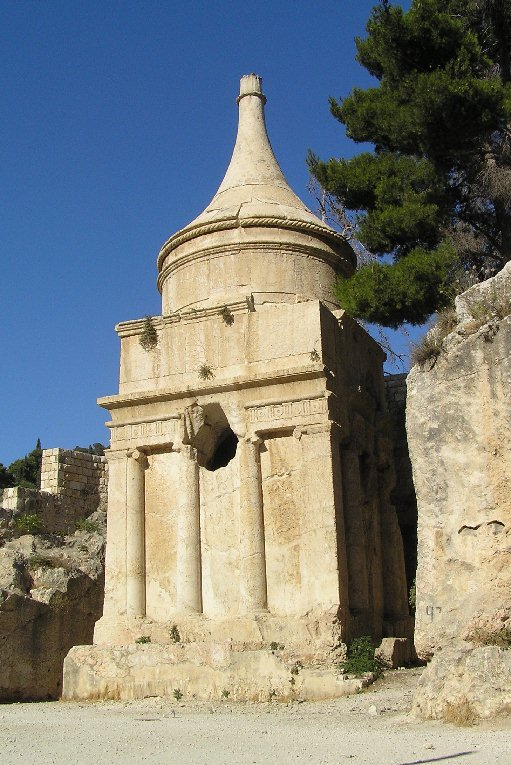
押沙龙墓
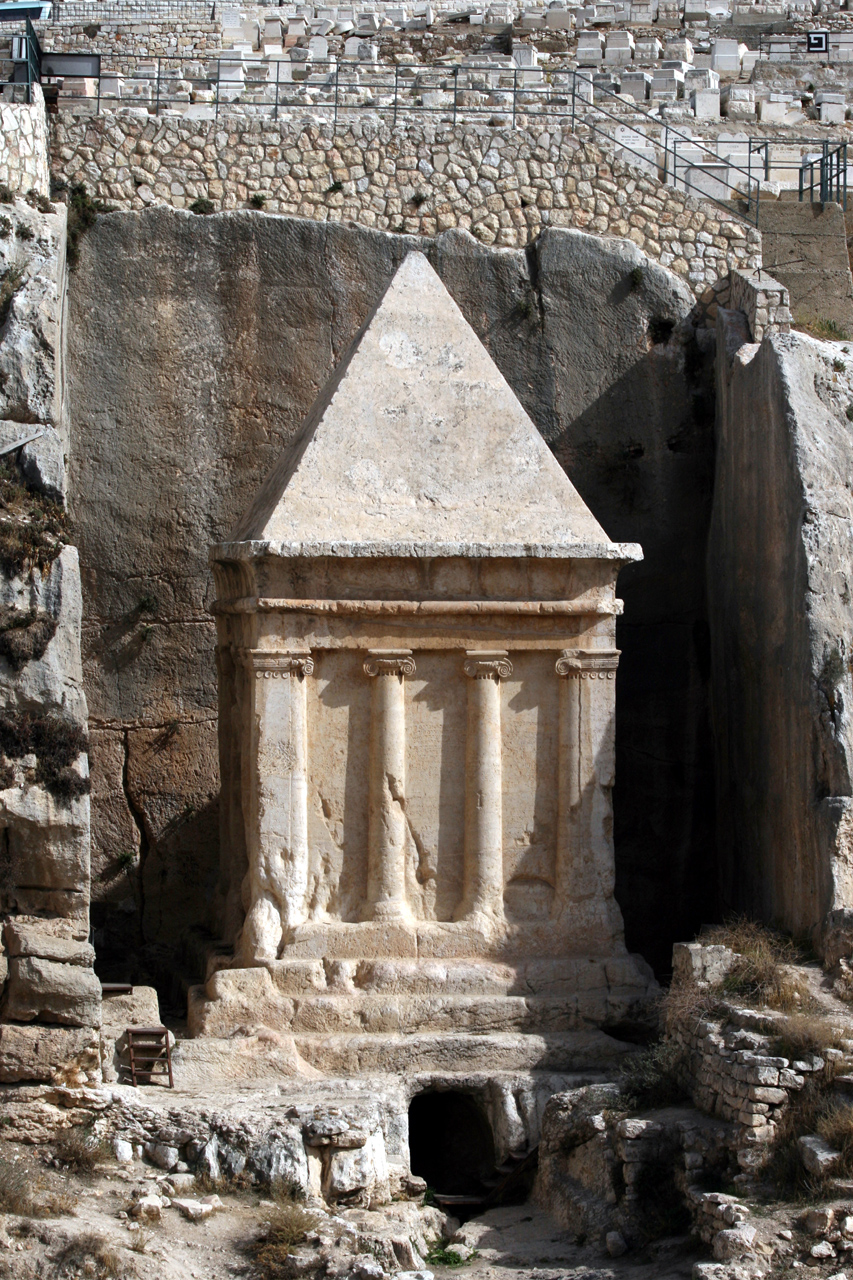
撒迦利亚之墓
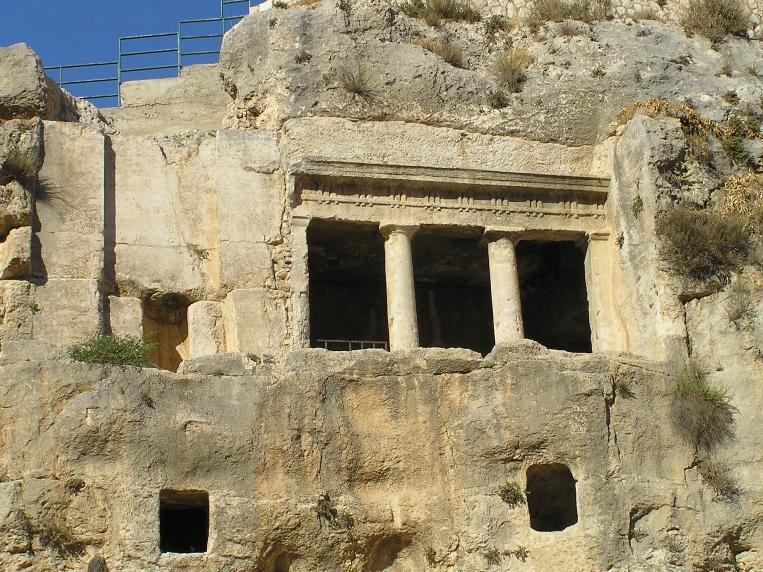
赫兹尔洞穴
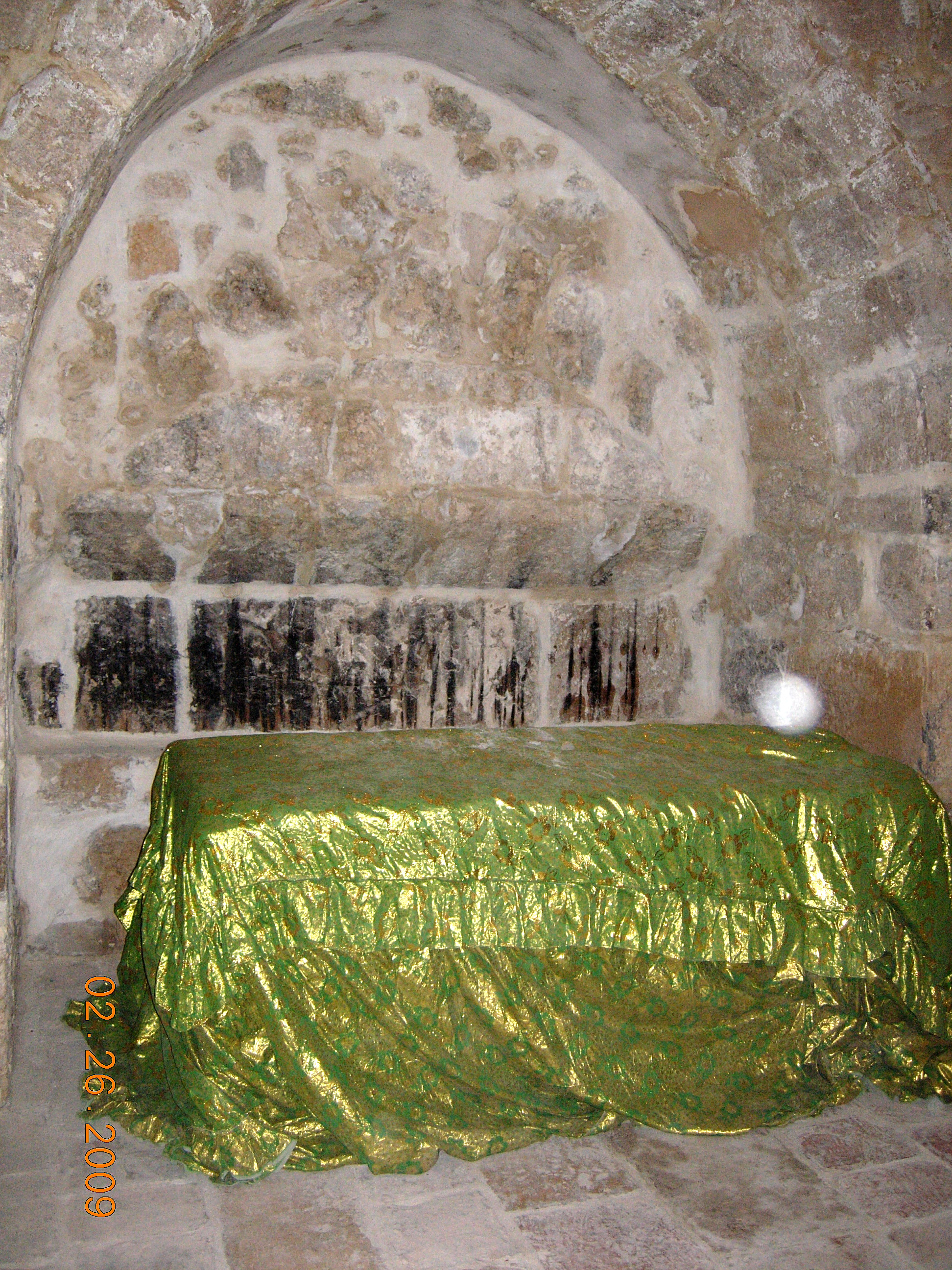
胡尔达坟墓
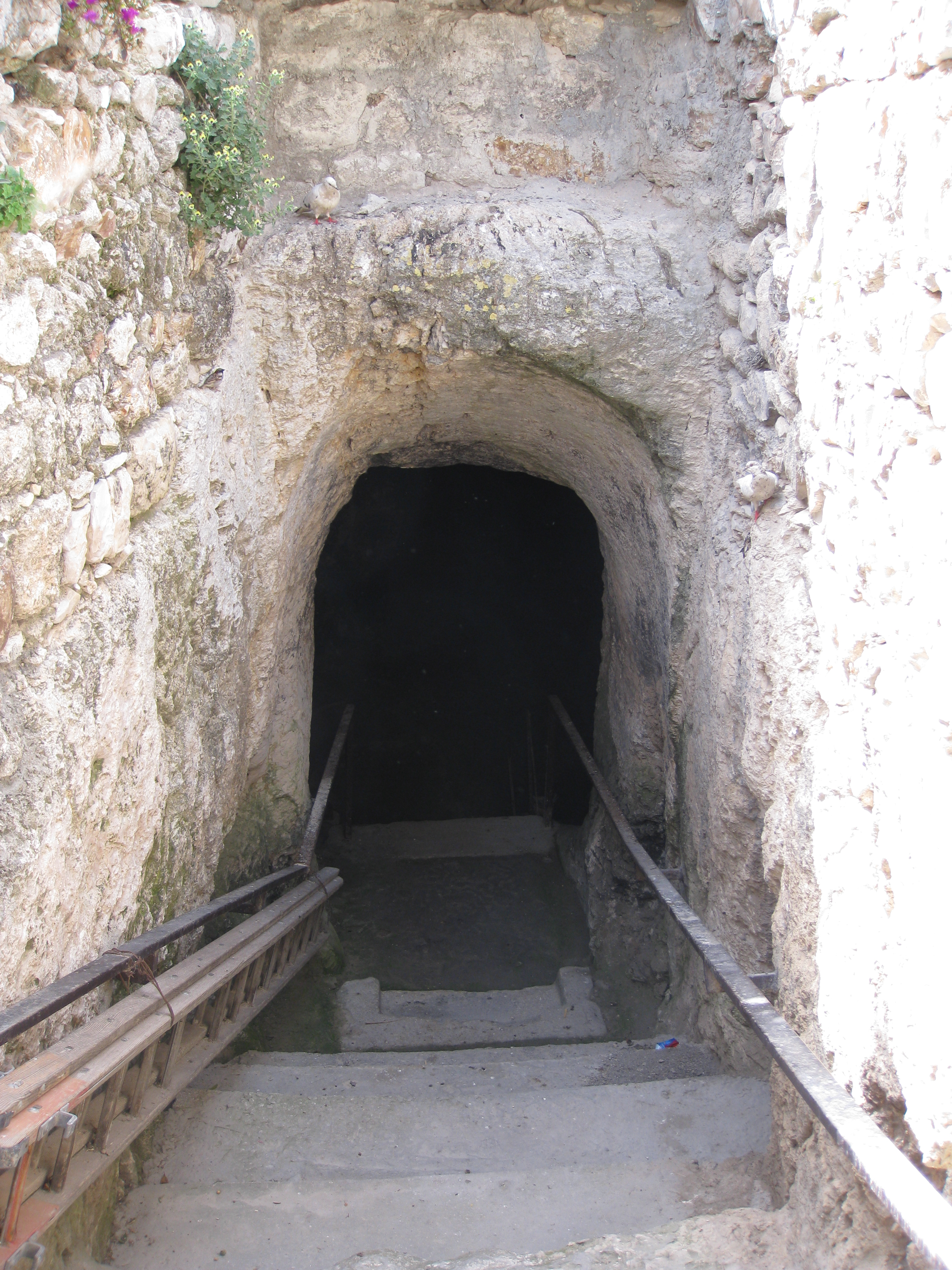
约沙法洞
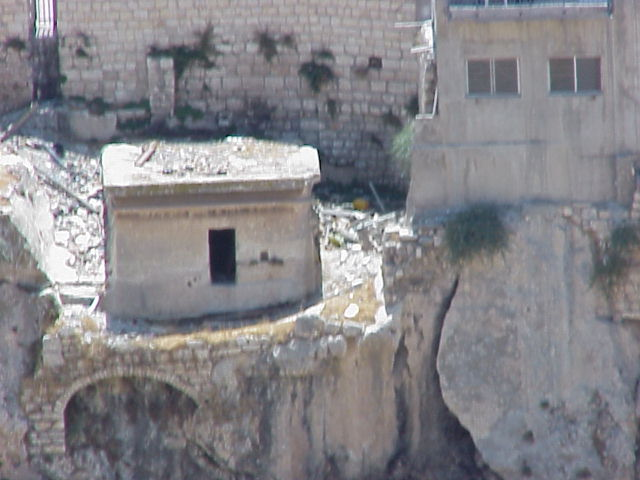
法老的女儿的坟茔
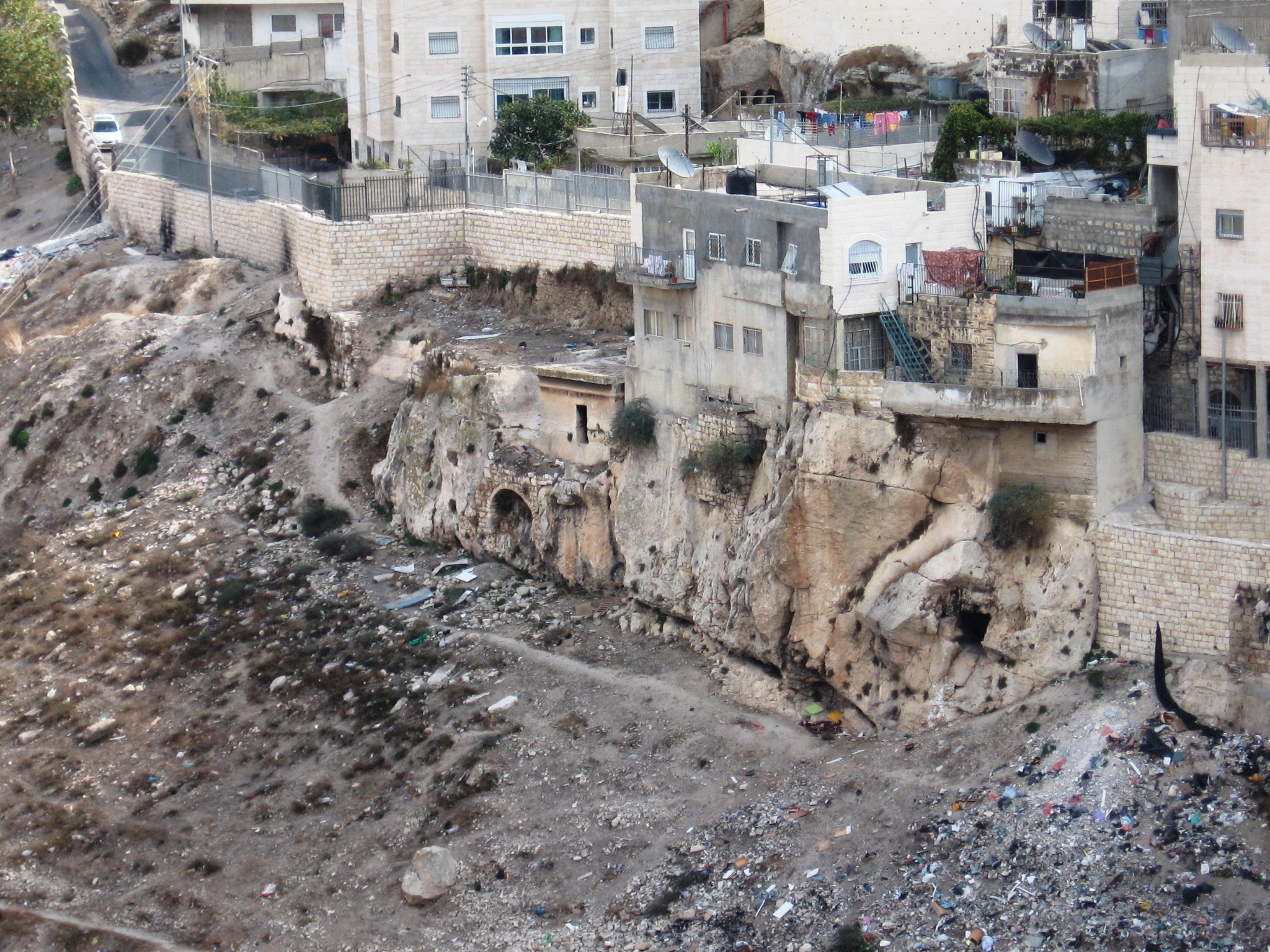
麒麟谷大墓地
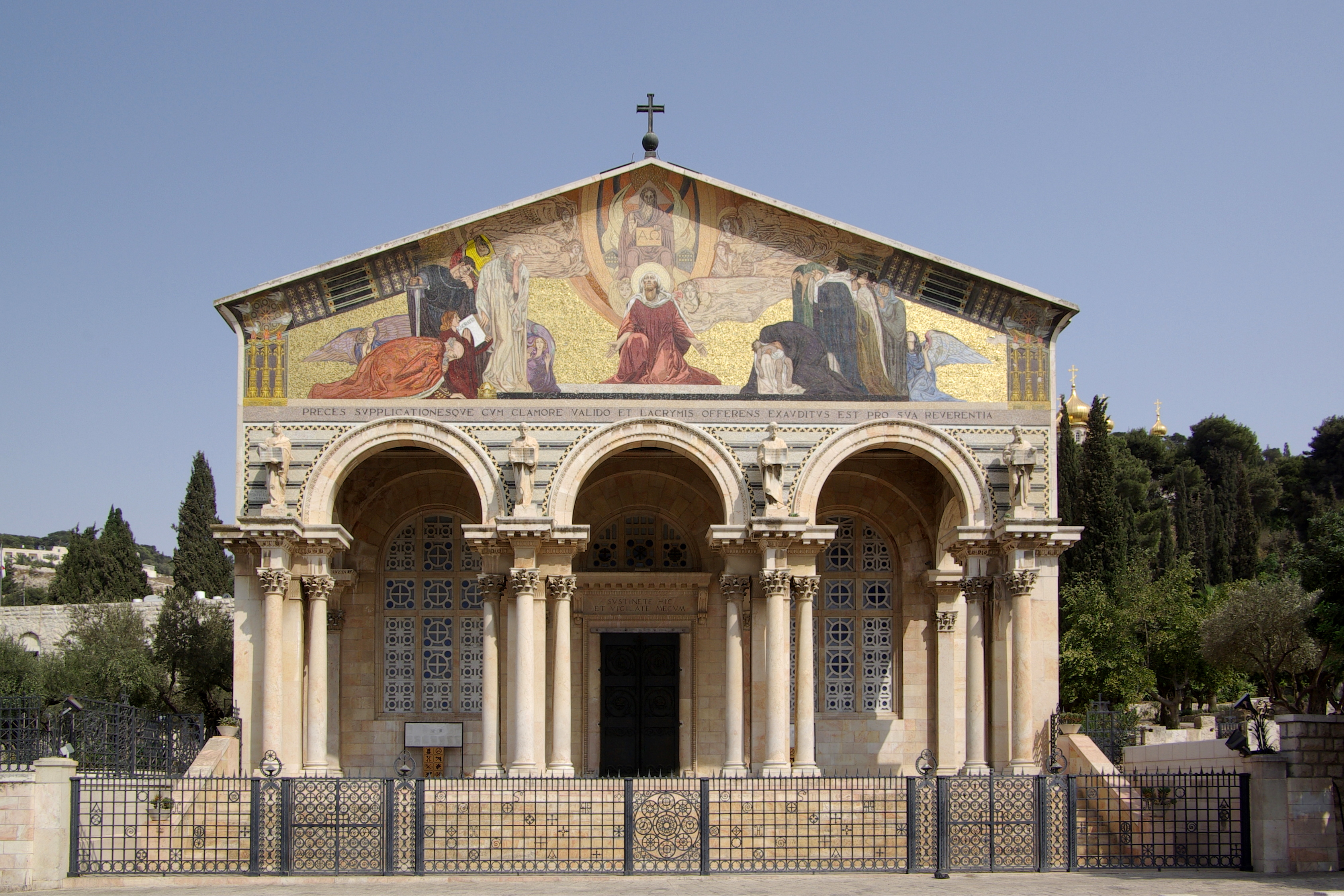
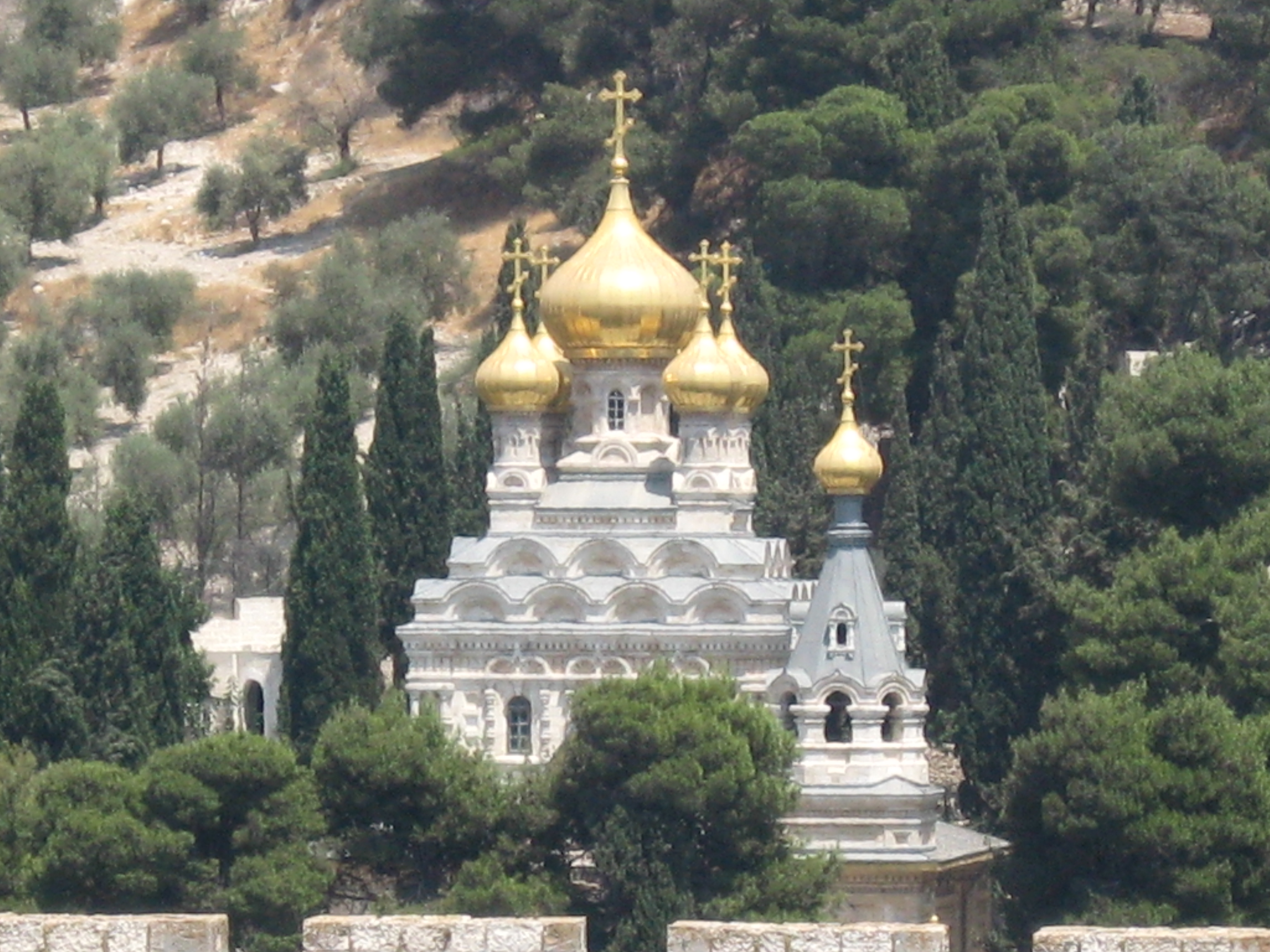
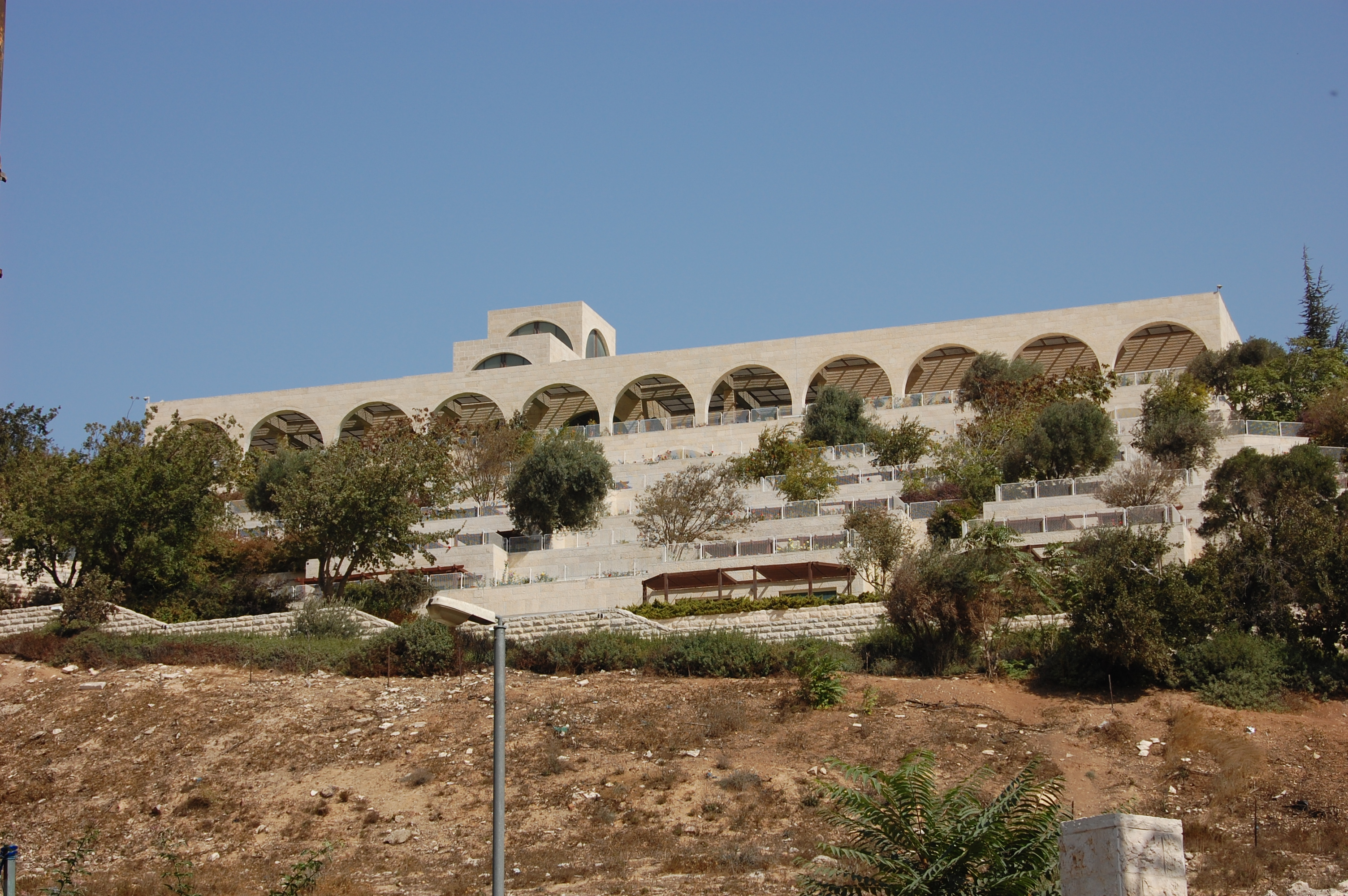
楊百翰大學耶路撒冷中心
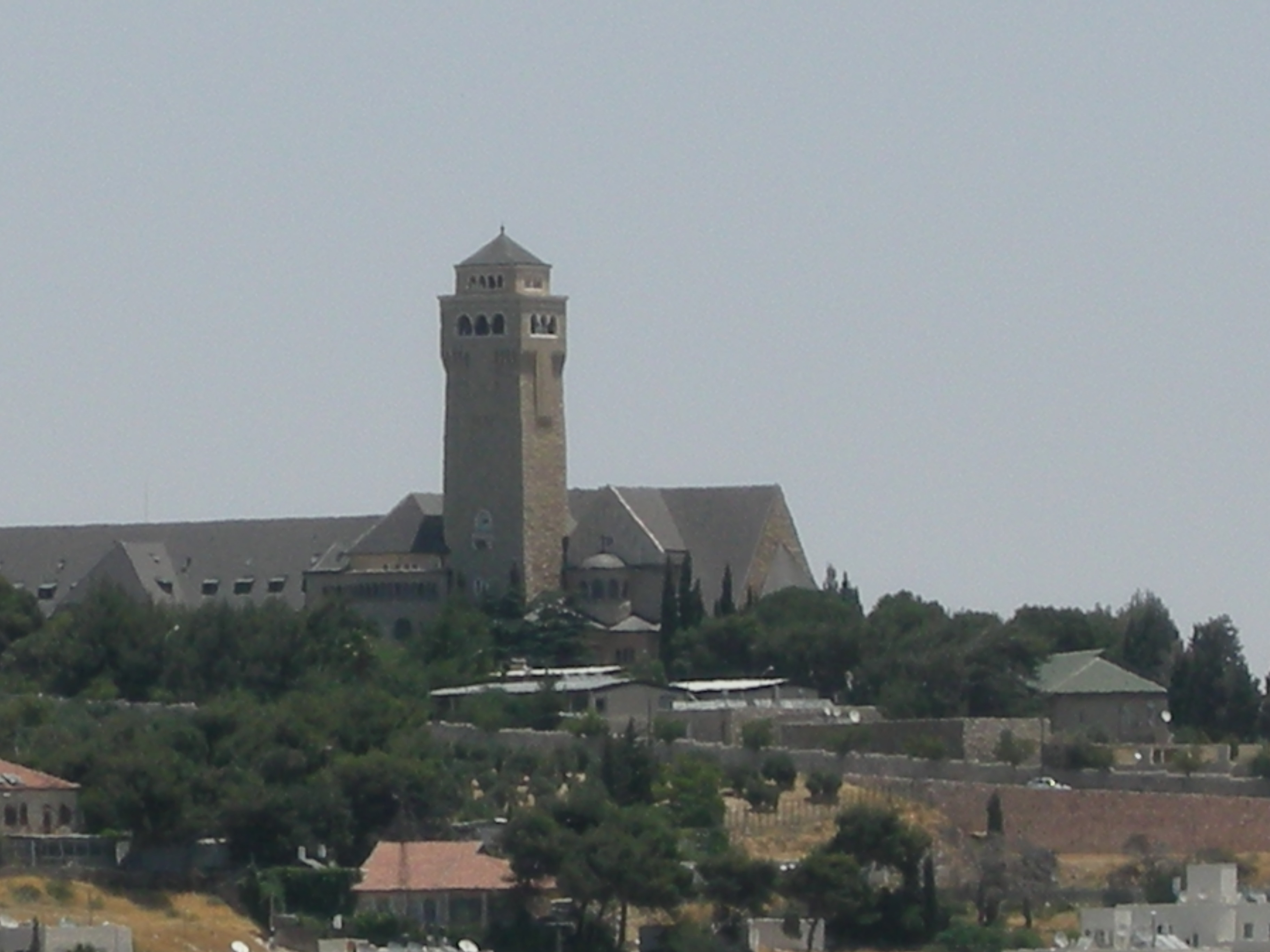
德国医院 - 奥古斯塔维多利亚

## 埋葬在橄榄山的名人
- 梅纳赫姆·贝京（1913年－1992年），1977年至1983年任以色列总理。

### 引用
1. ↑  《撒迦利亚书》第14章第4节
2. ↑  撒母耳记下15章30
3. ↑  马太福音24、25
4. ↑  路加福音21:37
5. ↑  马太福音26:39
6. ↑  使徒行传1:11
7. ↑  路加福音24:51-52